# Rei
Rei (japanisch 礼) ist ein japanischer Dankes- und Höflichkeitsausdruck, der in Deutschland insbesondere in
den japanischen Kampfkünsten (Budō) in Verbindung mit einer Verneigung benutzt wird. In Japan selbst ist es tief in der Gesellschaft verwurzelt. So wird Rei von Schulklassen zu Beginn des Unterrichts oder bei Firmenbesprechungen benutzt.
In den Budō-Disziplinen beginnt und endet eine Übungsstunde mit einer gemeinsamen Verneigung (rei ni hajimari, rei ni owaru). Die Art, Anzahl und Ausführung dieser Verbeugungen hängt vom Dōjō ab. Allgemein wird sich vor dem Shōmen (Shōmen ni rei) und/oder vor dem Lehrer (Sensei ni rei) verbeugt, was in Deutschland auch Angrüßen genannt wird. In Disziplinen, in denen mit dem Schwert gearbeitet wird, kann zudem die Verneigung vor dem Schwert (Katana ni rei) zur Begrüßung gehören. Diese Verneigung hat keine religiöse Bedeutung, sondern ist als Geste der Höflichkeit zu verstehen: „Danke, dass ich hier üben darf.“
Ob vor dem Beginn einer jeden einzelnen Übung eine Verneigung vor dem jeweiligen Übungspartner (Otagai ni rei) vorgeschrieben ist, hängt von den üblichen Gepflogenheiten im Dōjō ab. Die Verneigung kann im Sitzen (座礼, Zarei) oder Stehen (立礼, Ritsurei) erfolgen.
Die Meditationsphase, die durch das Rei abgeschlossen wird, wird oft durch Mokusō (eine Form der Meditation) eingeleitet.